# Esther Wertheimer
Esther Wertheimer (* 1926 in Łódź; † 18. August 2016 in Kanada) war eine polnisch-kanadische Bildhauerin. Den Großteil ihres Lebens verbrachte sie in Montreal in Kanada.

## Ausbildung
- 1958 bis 1963: Montreal Museum of Fine Arts, Montreal
- 1966: International Academy, Österreich
- 1967 bis 1968: Academia di Belle Arti, Florenz
- 1973: Bachelor of Arts am Loyola College, Quebec
- 1974 bis 1975: Master of Arts am Goddard College in Vermont

## Auszeichnungen
- 1967: Canada Council Travel-Grant
- 1967–68: „Borsa di Studio“ der italienischen Regierung
- 1969: Grant der Elizabeth T. Greenshields’ Memorial Foundation
- 1974: Source de l’Enseignement Superieur, Regierung von Quebec
- 1977: Goldmedaille, INT Yourismo, Rom
- 1977: EUR Europa-Preis, Rom
- 1987: Auswahl der Skulptur „Liberte“ für den Großpreis des jährlichen Journalismus-Awards
- 1989: Kanadischer Regierungspreis im Rahmen des Programms für Export und Marktentwicklung
- 1989: Preis des Hakone-Open-Air-Museums bei der 3. Rodin Grand Prize Exhibition für „Caftan“
- 1991: Auswahl von „Primavera“ für die Stadthalle von Fukuoka
- 1994: Wettbewerbsgewinn für „Ascendence“, Hikifune Cultural Center in Tokio
- 1994: Kanadischer Regierungspreis für eine Ausstellung in Singapur
- 1997: B’nai B’rith International Arts Award